# Rinpung Dzong
Rinpung Dzong è un grande monastero e fortezza nel distretto di Paro, in Bhutan.
Diverse scene del film Piccolo Buddha furono girate in questo monastero e nei dintorni.

## Storia
Nel 1645 i signori di Humrel offrirono il loro piccolo forte a Shabdrung Ngawang, un monaco Drukpa, che cominciò la costruzione di una fortezza molto più importante.